# وندی فریدمن
وِندی لائورل فریدمن (به انگلیسی: Wendy Laurel Freedman)، دانشمند کانادا-آمریکایی یکی از بهترین تخمین‌ها را برای مقدار ثابت هابل ارائه کرده است. وی در سال ۱۹۸۴ مدرک دکترایش را از دانشگاه تورنتو اخذ کرد.